# National Hockey League 1917/1918
National Hockey League 1917/1918 var den första säsongen av den professionella ishockeyligan NHL, efter det att National Hockey Association, NHA, hade avvecklat sin verksamhet efter säsongen 1916–17. Seriespelet under säsongen var uppdelat i två halvor, första halvan spelades mellan 19 december och 4 februari, och den andra halvan mellan 6 februari och 6 mars. Montreal Canadiens vann den första halvan och Toronto Arenas vann den andra halvan.
Endast fyra lag var anmälda till spel för säsongen; Montreal Canadiens, Toronto Arenas, Ottawa Senators och Montreal Wanderers. Efter sex omgångar brann Montreal Canadiens och Montreal Wanderers hemmaarena Montreal Arena ner vilket tvingade Canadiens att flytta tillbaka till sin gamla hemmaplan Jubilee Arena, medan Wanderers fick dra sig ur ligan för resten av säsongen. De övriga tre lagen spelade 22 matcher var innan spelet om Stanley Cup inleddes den 11 mars 1918.
Vinnaren av NHL-slutspelet vann O'Brien Trophy och fick sedan spela en serie mot den rivaliserande ligan PCHA om Stanley Cup. Toronto Arenas tog sin första Stanley Cup-titel efter att ha besegrat Vancouver Millionaires med 3-2 i matcher.
Montreal Canadiens Joe Malone blev den förste spelaren att vinna skytteligan under NHL:s grundserie, han spelade ihop 48 poäng fördelat på 44 mål och 4 assists på sina 20 spelade matcher.

## Grundserien

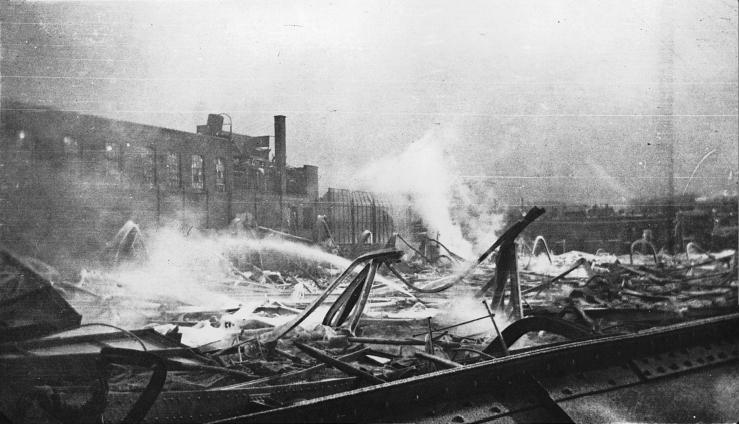
Montreal Arena efter branden.

Referens:
Not: SM = Spelade matcher, V = Vunna, O = Oavgjorda, F = Förlorade, GM = Gjorda mål, IM = Insläppta mål, P = Poäng, MSK = Målskillnad
- Lag i grönt till NHL-final

| Första halvan      | SM | V  | O | F | GM | IM | P  | MSK |
| ------------------ | -- | -- | - | - | -- | -- | -- | --- |
| Montreal Canadiens | 14 | 10 | 0 | 4 | 81 | 47 | 20 | +34 |
| Toronto Arenas     | 14 | 8  | 0 | 6 | 71 | 75 | 16 | -4  |
| Ottawa Senators    | 14 | 5  | 0 | 9 | 67 | 79 | 10 | -12 |
| Montreal Wanderers | 6  | 1  | 0 | 5 | 17 | 35 | 2  | -18 |

| Andra halvan       | SM | V | O | F | GM | IM | P  | MSK |
| ------------------ | -- | - | - | - | -- | -- | -- | --- |
| Toronto Arenas     | 8  | 5 | 0 | 3 | 37 | 34 | 10 | +3  |
| Ottawa Senators    | 8  | 4 | 0 | 4 | 35 | 35 | 8  | ±0  |
| Montreal Canadiens | 8  | 3 | 0 | 5 | 34 | 37 | 6  | -3  |

### Matchresultat

#### Första halvan
| Månad | Dag | Hemma     | Resultat | Borta     | Not      |
| ----- | --- | --------- | -------- | --------- | -------- |
| Dec.  | 19  | Canadiens | 7 - 4    | Ottawa    |          |
| Dec.  | 19  | Wanderers | 10 - 9   | Toronto   |          |
| Dec.  | 21  | Toronto   | 11 - 4   | Ottawa    |          |
| Dec.  | 21  | Wanderers | 2 - 11   | Canadiens |          |
| Dec.  | 26  | Wanderers | 3 - 6    | Ottawa    |          |
| Dec.  | 26  | Toronto   | 7 - 5    | Canadiens |          |
| Dec.  | 29  | Ottawa    | 9 - 2    | Wanderers |          |
| Dec.  | 29  | Canadiens | 9 - 2    | Toronto   |          |
| Jan.  | 2   | Ottawa    | 5 - 6    | Toronto   |          |
| Jan.  | 2   | Wanderers | -        | Canadiens | † WO MW  |
| Jan.  | 5   | Canadiens | 6 - 5    | Ottawa    | 00:27 sd |
| Jan.  | 5   | Wanderers | -        | Toronto   | † WO MW  |
| Jan.  | 9   | Toronto   | 6 - 4    | Canadiens |          |
| Jan.  | 12  | Canadiens | 9 - 4    | Ottawa    |          |
| Jan.  | 14  | Ottawa    | 9 - 6    | Toronto   |          |
| Jan.  | 16  | Toronto   | 5 - 4    | Ottawa    |          |
| Jan.  | 19  | Canadiens | 5 - 1    | Toronto   |          |
| Jan.  | 21  | Ottawa    | 3 - 5    | Canadiens |          |
| Jan.  | 23  | Canadiens | 3 - 4    | Ottawa    |          |
| Jan.  | 26  | Ottawa    | 6 - 3    | Toronto   |          |
| Jan.  | 28  | Toronto   | 5 - 1    | Canadiens |          |
| Jan.  | 30  | Ottawa    | 2 - 5    | Canadiens |          |
| Feb.  | 2   | Canadiens | 11 - 2   | Toronto   |          |
| Feb.  | 4   | Toronto   | 8 - 2    | Ottawa    |          |

Not: † = Montreal Arena brann ner och Wanderers drog sig ur ligan. Dessa två Wanderers-matcher räknades som vinster för Canadiens och Toronto.

#### Andra halvan
| Månad | Dag | Hemma     | Resultat | Borta     |
| ----- | --- | --------- | -------- | --------- |
| Feb.  | 6   | Ottawa    | 6 - 3    | Canadiens |
| Feb.  | 9   | Canadiens | 3 - 7    | Toronto   |
| Feb.  | 11  | Toronto   | 3 - 1    | Ottawa    |
| Feb.  | 13  | Ottawa    | 1 - 6    | Toronto   |
| Feb.  | 16  | Canadiens | 10 - 4   | Ottawa    |
| Feb.  | 18  | Toronto   | 0 - 9    | Canadiens |
| Feb.  | 20  | Canadiens | 5 - 4    | Toronto   |
| Feb.  | 23  | Toronto   | 9 - 3    | Ottawa    |
| Feb.  | 25  | Ottawa    | 8 - 0    | Canadiens |
| Feb.  | 27  | Canadiens | 1 - 3    | Ottawa    |
| Mar.  | 2   | Toronto   | 5 - 3    | Canadiens |
| Mar.  | 6   | Ottawa    | 9 - 3    | Toronto   |

### Poängligan
Not: SM = Spelade matcher, M = Mål, A = Assists, P = Poäng
| Spelare         | Lag                | SM | M  | A  | P  |
| --------------- | ------------------ | -- | -- | -- | -- |
| Joe Malone      | Montreal Canadiens | 20 | 44 | 4  | 48 |
| Cy Denneny      | Ottawa Senators    | 20 | 36 | 10 | 46 |
| Reg Noble       | Toronto            | 20 | 30 | 10 | 40 |
| Newsy Lalonde   | Montreal Canadiens | 14 | 23 | 7  | 30 |
| Corbett Denneny | Toronto            | 21 | 20 | 9  | 29 |
| Harry Cameron   | Toronto            | 21 | 17 | 10 | 27 |
| Didier Pitre    | Montreal Canadiens | 20 | 17 | 6  | 23 |
| Eddie Gerard    | Ottawa Senators    | 20 | 13 | 7  | 20 |
| Jack Darragh    | Ottawa Senators    | 18 | 14 | 5  | 19 |
| Frank Nighbor   | Ottawa Senators    | 10 | 11 | 8  | 19 |

## Slutspelet
Ettorna i de två "seriehalvorna" spelade final i bäst av två matcher där den som gjorde mest mål fick spela om Stanley Cup mot vinnaren i PCHA. Finalen spelades i bäst av fem matcher.

### NHL-finalen
Toronto vs. Montreal Canadiens
| Datum   | Hemma              | Resultat | Borta              |
| ------- | ------------------ | -------- | ------------------ |
| 11 mars | Toronto            | 7 - 3    | Montreal Canadiens |
| 13 mars | Montreal Canadiens | 4 - 3    | Toronto            |

Toronto vann serien med totalt 10–7 i mål och vann O'Brien Trophy

### Stanley Cup-finalen
Toronto vs. Vancouver Millionaires
| Datum   | Hemma                  | Resultat | Borta                  |
| ------- | ---------------------- | -------- | ---------------------- |
| 20 mars | Toronto                | 5 - 3    | Vancouver Millionaires |
| 23 mars | Vancouver Millionaires | 6 - 4    | Toronto                |
| 26 mars | Toronto                | 6 - 3    | Vancouver Millionaires |
| 28 mars | Vancouver Millionaires | 8 - 1    | Toronto                |
| 30 mars | Toronto                | 2 - 1    | Vancouver Millionaires |

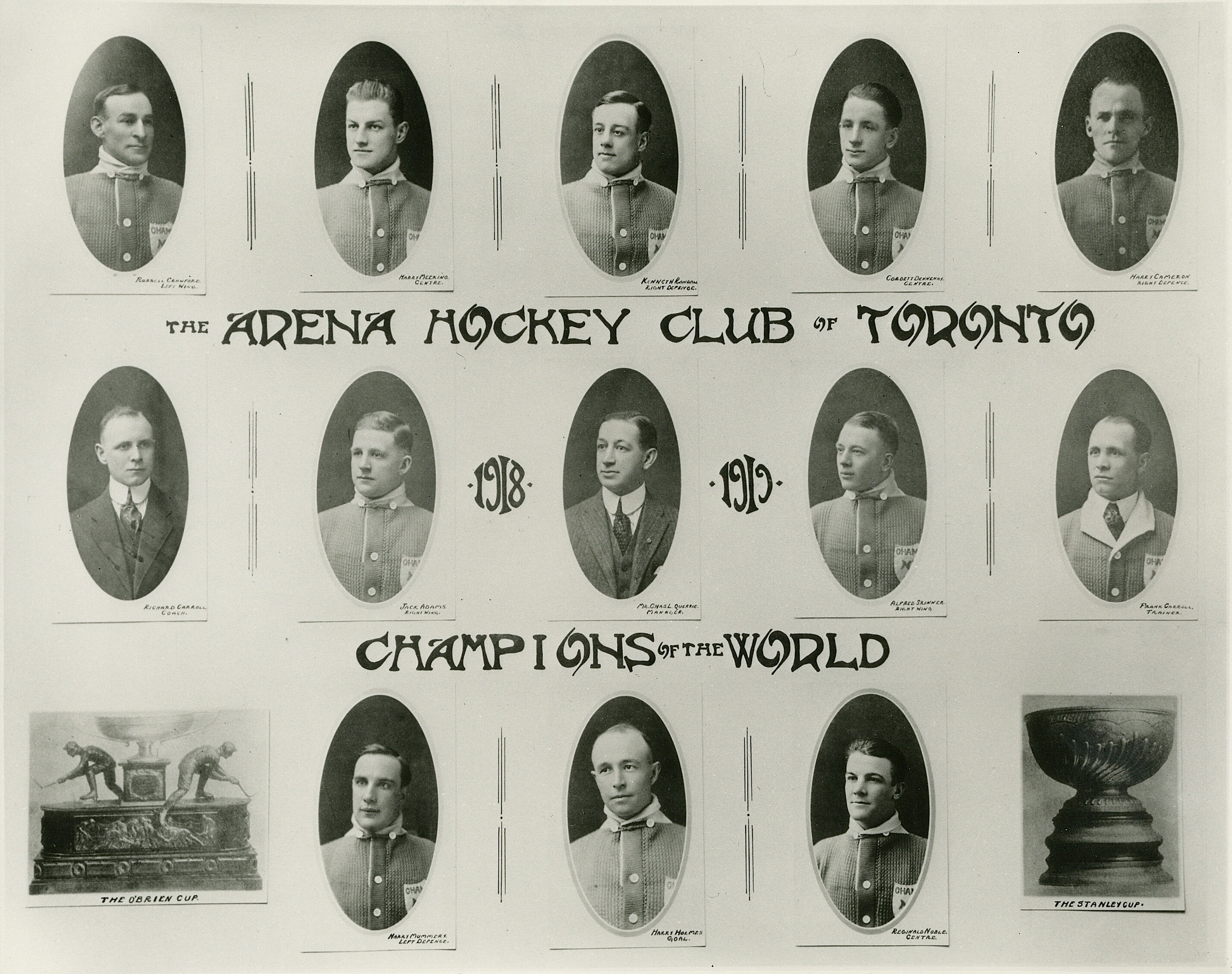
Toronto Arenas mästarlag säsongen 1917–18. Övre raden, från vänster: Rusty Crawford, Harry Meeking, Ken Randall, Corbett Denneny, Harry Cameron. Mellanraden, från vänster: Dick Carroll, Jack Adams, Charles Querrie, Alf Skinner, Frank Carroll. Nedre raden, från vänster: Harry Mummery, Harry "Hap" Homes, Reg Noble.

Toronto vann serien med 3-2 i matcher

### Slutspelets poängliga
Not: SM = Spelade matcher; M = Mål; A = Assists; P = Poäng
| Spelare        | Lag                    | SM | M | A | P  |
| -------------- | ---------------------- | -- | - | - | -- |
| Alf Skinner    | Toronto                | 7  | 8 | 2 | 10 |
| Mickey MacKay  | Vancouver Millionaires | 5  | 5 | 5 | 10 |
| Cyclone Taylor | Vancouver Millionaires | 5  | 9 | 0 | 9  |
| Harry Mummery  | Toronto                | 7  | 1 | 7 | 8  |
| Harry Cameron  | Toronto                | 7  | 4 | 3 | 7  |
| Harry Meeking  | Toronto                | 7  | 4 | 2 | 6  |
| Reg Noble      | Toronto                | 7  | 3 | 2 | 5  |
| Newsy Lalonde  | Montreal Canadiens     | 2  | 4 | 0 | 4  |